# Mordellistena carinthiaca
Mordellistena carinthiaca es una especie de coleóptero de la familia Mordellidae.

## Distribución geográfica
Habita en Austria.